# Daiyue
Daiyue är ett stadsdistrikt i Tai'an i Shandong-provinsen i norra Kina.